# Dispepsi
Dispepsi è l'ottavo album in studio della band statunitense di musica sperimentale di plunderphonics Negativland. È stato pubblicato il 29 luglio 1997 dalla Seeland Records, l'etichetta discografica dei Negativland. È strutturato come una dichiarazione contro le principali aziende produttrici di bevande analcoliche e contiene numerosi esempi di pubblicità del settore. In particolare, l'album collage si concentra sulle pubblicità della Pepsi.

## Tracce
1. The Smile You Can't Hide – 1:34
2. Drink It Up – 3:46
3. Why Is This Commercial? – 2:18
4. Happy Hero – 5:03
5. A Most Successful Formula – 3:30
6. The Greatest Taste Around – 2:14
7. Hyper Real – 0:54
8. All She Called About – 3:23
9. I Believe It's (feat Steve Fisk) – 6:21
10. Humanitarian Effort – 0:32
11. Voice Inside My Head – 3:46
12. Aluminum or Glass: The Memo – 3:46
13. Bite Back – 5:31